# UDP-アラビノース-4-エピメラーゼ
UDP-アラビノース-4-エピメラーゼ(UDP-arabinose 4-epimerase、EC 5.1.3.5)は、以下の化学反応を触媒する酵素である。
UDP-L-アラビノース{\displaystyle \rightleftharpoons }UDP-D-キシロース
従って、この酵素の基質はUDP-L-アラビノース、生成物はUDP-D-キシロースである。
この酵素は異性化酵素、特に炭化水素やその誘導体に作用するラセマーゼまたはエピメラーゼに分類される。系統名は、UDP-L-アラビノース-4-エピメラーゼである。この酵素は、糖ヌクレオチドの代謝に関与している。